# Аккумоли
Аккумоли (итал. Accumoli) — коммуна в Италии, располагается в регионе Лацио, в провинции Риети.
Население составляет 712 человек (2008), плотность населения составляет 8 чел./км². Занимает площадь 87 км².
Покровительницей коммуны почитается Пресвятая Богородица (Beata Vergine Addolorata), празднование 15 сентября.
24 августа 2016 года в 3:30 утра по местному времени город был практически полностью разрушен в результате землетрясения.

## Демография
Динамика населения:

## Администрация коммуны
- Телефон: 0746 80739